# Drenov Bok
Drenov Bok is een plaats in de gemeente Jasenovac in de Kroatische provincie Sisak-Moslavina. De plaats telt 143 inwoners (2001).